# World Domination or Death Volume 1
World Domination or Death Volume 1 es una compilación de diferentes bandas que fue lanzado en junio de 1990 en diferentes formatos. Esta recopilación que está formada por 16 canciones contó con la participación de The Sugarcubes, banda liderada por la cantante islandesa Björk.

## Lista de canciones
1. Gun fun (2:39) – Reptile
2. Nothing ever happens in my head (3:11) – Bless
3. Voulez vous (4:20) - HAM
4. Trash attack (2:29) - Bootlegs
5. My march (2:14) – The Sugarcubes
6. Alone at the movies (2:23) – Bless
7. Lonesome duke (4:34) - HAM
8. Ó (2:53) - Reptile
9. Street lover (3:50) - Bootlegs
10. Kontinental (3:21) - Oxtor
11. Shripy Dog (5:27) – Reptilicus (+)
12. Youngblood (5:53) - Daisy Hill Puppy Farm (+)
13. Brak (3:32) – Brak (+)
14. Ciccolina (4:29) – Most (+)
15. Nóttin (4:00) - Dýrid Gengur Laust (+)
16. Fishious (6:08) – Rosebud (+)

+ No está incluido en la versión LP.

El segundo volumen fue lanzado en diciembre de 1991 en formato CD y vino acompañado con un libro de 192 páginas. También contiene la canción "Hetero Scum" de The Sugarcubes.